# 裴夷直
裴夷直（787年—859年），字禮卿，河东闻喜人。

## 家世
出身河东裴氏。
- 五代祖监察御史裴世则
- 四代祖裴敬信
- 曾祖裴祥
- 祖父裴仲堪，凉王府长史，赠绛州刺史
- 父：裴成甫，左监门卫兵曹，赠刑部侍郎

## 生平
唐宪宗元和十年（815年）進士。816年，李愬平淮西，裴夷直任山东从事。大和末，宣歙观察使王质聘用他為從事。唐文宗時，授官左拾遺，后任李逢吉、牛僧孺帐下幕僚，拜侍御史。歷官刑部、左司員外郎，刑部郎中、谏议大夫兼知制诰、中書舍人。开成五年（840年），出任杭州刺史，不久貶斥驩州司戶參軍。唐宣宗初年，任潮、循、韶、江四州郡佐，历任硖州、和州、苏州刺史。大中十一年（857年）移官华州刺史、潼关防御、镇国军等使，赐紫金鱼袋。官终左散骑常侍。大中十三年（857年）七月二十日卒，年七十三，赠工部尚书。
夫人陇西李氏，名李弘，字思仁，刑部尚书李逊之女。永贞元年生于濠州，长庆四年嫁裴夷直，裴夷直死后封陇西郡太君，咸通八年（867年）十二月十四日卒，年六十三。

## 子女
五子一女：
- 长子裴虔馀，进士及第，孟怀等道观察判官、试大理评事
- 裴虔裕，举进士，东都防御判官、赐绯鱼袋
  - 裴恭孙，孝廉
- 裴虔章
- 裴虔诲
- 裴小师
- 裴氏，嫁泾州从事郑邕